# Радольфцелль
Радольфцелль (нім. Radolfzell) — місто в Німеччині, знаходиться в землі Баден-Вюртемберг. Підпорядковується адміністративному округу Фрайбург. Входить до складу району Констанц.
Площа — 58,58 км2. Населення становить 31 530 ос. (станом на 31 грудня 2020).